# Nogent
Nogent ist eine französische Stadt mit 3562 Einwohnern (Stand 1. Januar 2022) im Département Haute-Marne in der Region Grand Est. Sie liegt im Arrondissement Chaumont und im Kanton Nogent. Die Einwohner werden Nogentais und Nogentaises genannt.
Die Gemeinde erhielt 2022 die Auszeichnung „Drei Blumen“, die vom Conseil national des villes et villages fleuris (CNVVF) im Rahmen des jährlichen Wettbewerbs der blumengeschmückten Städte und Dörfer verliehen wird.
Während der Französischen Revolution lautete der Name der Gemeinde Nogent-le-Roi (zuvor Nogent-Haute-Marne), 1890 wurde der Name in Nogent-en-Bassigny geändert. Seit 1972 heißt die Gemeinde nur noch Nogent.

## Geografie
Die Stadt liegt auf einer Hochebene über dem Tal der Traire, einem Nebenfluss der Marne, etwa 17,5 Kilometer südöstlich von Chaumont.

## Geschichte

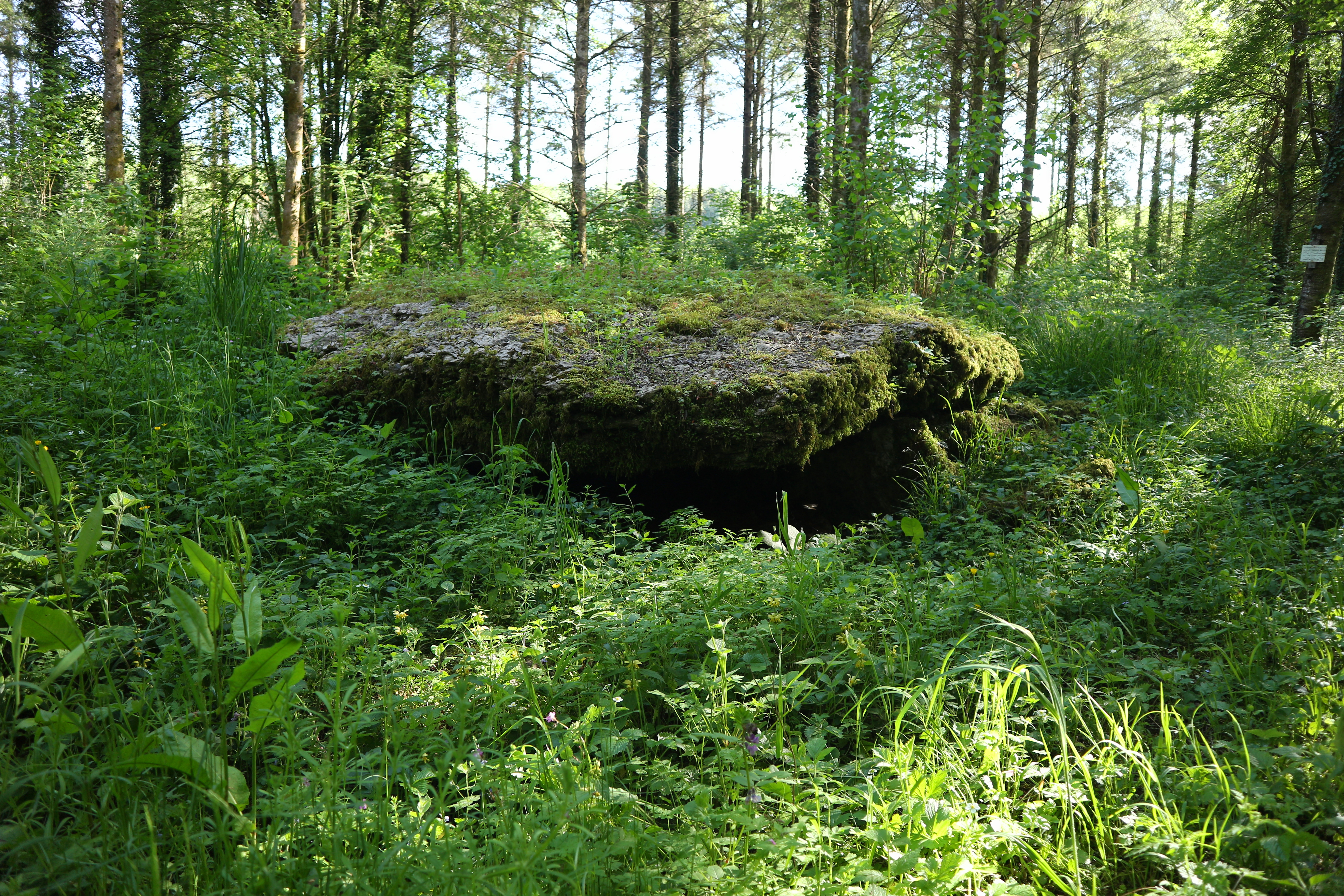
Dolmen de Marsois oder Pierre Tournante

Die Megalithanlagen (Dolmen de Marsois) sind Zeugnis einer frühen Bedeutung der Gegend. Durch die Gemeinde führte auch der Handelsweg zwischen Langres und Trier.

## Einwohnerentwicklung
| Jahr                       | 1962 | 1968 | 1975 | 1982 | 1990 | 1999 | 2006 | 2019 |
| -------------------------- | ---- | ---- | ---- | ---- | ---- | ---- | ---- | ---- |
| Einwohner                  | 4640 | 5142 | 5265 | 5318 | 4754 | 4343 | 4050 | 3591 |
| Quellen: Cassini und INSEE |      |      |      |      |      |      |      |      |

## Persönlichkeiten
- Bernard Dimey (1931–1981), Schriftsteller, geboren in Nogent
- Julien Cafaro, Schauspieler, besuchte das Collège in Nogent
- Mélanie Grapinet, Assistentin am Collège Françoise-Dolto, ermordet am 10. Juni 2025[2]

## Sehenswürdigkeiten
- Die Kirchen Saint-Jean in Nogent-le-Haut und Saint-Germain in Nogent-le-Bas
- Der Dolmen La Pierre Tournante (Monument historique)
- Musée de la Coutellerie (Besteckmuseum)

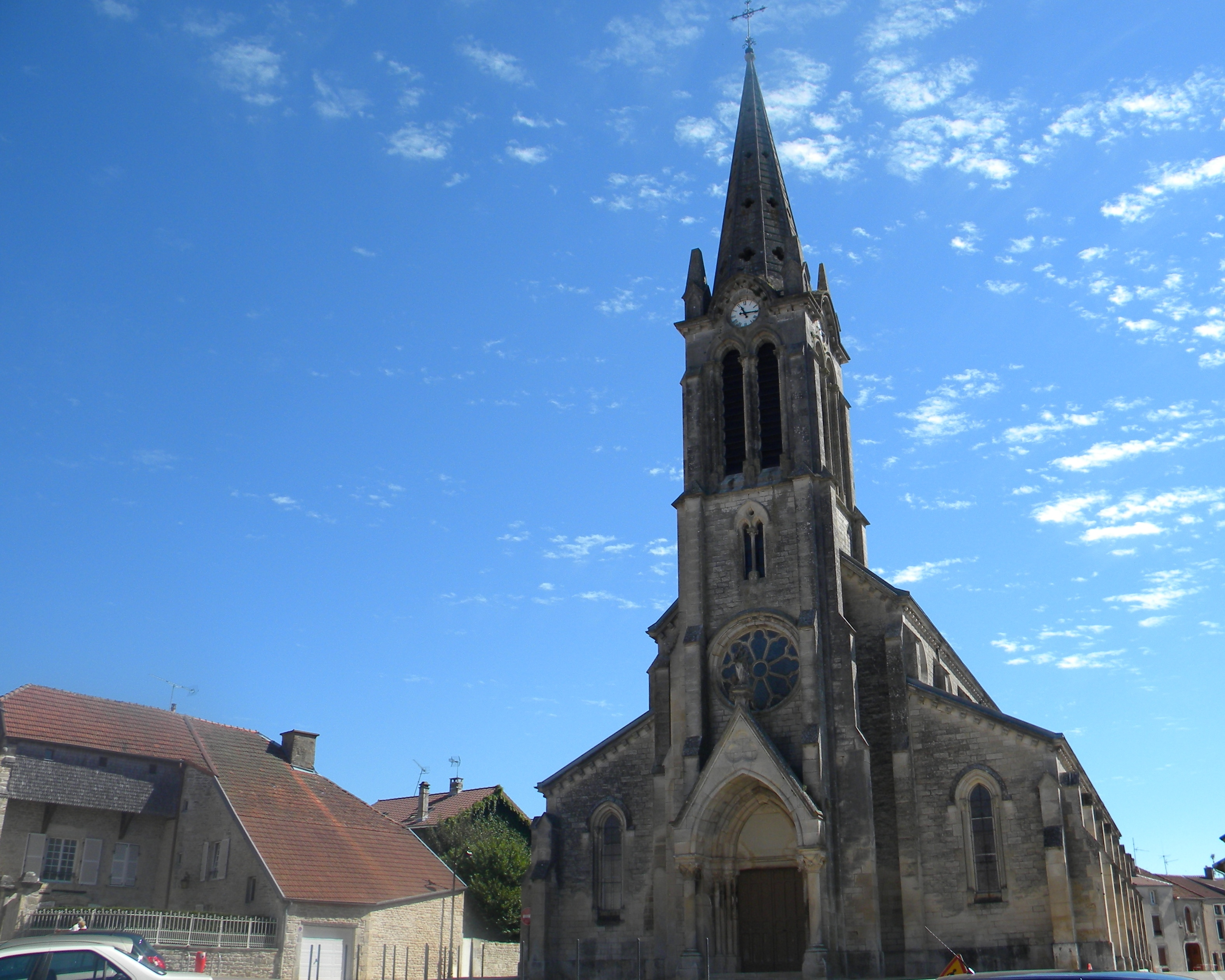
Kirche Saint-Jean
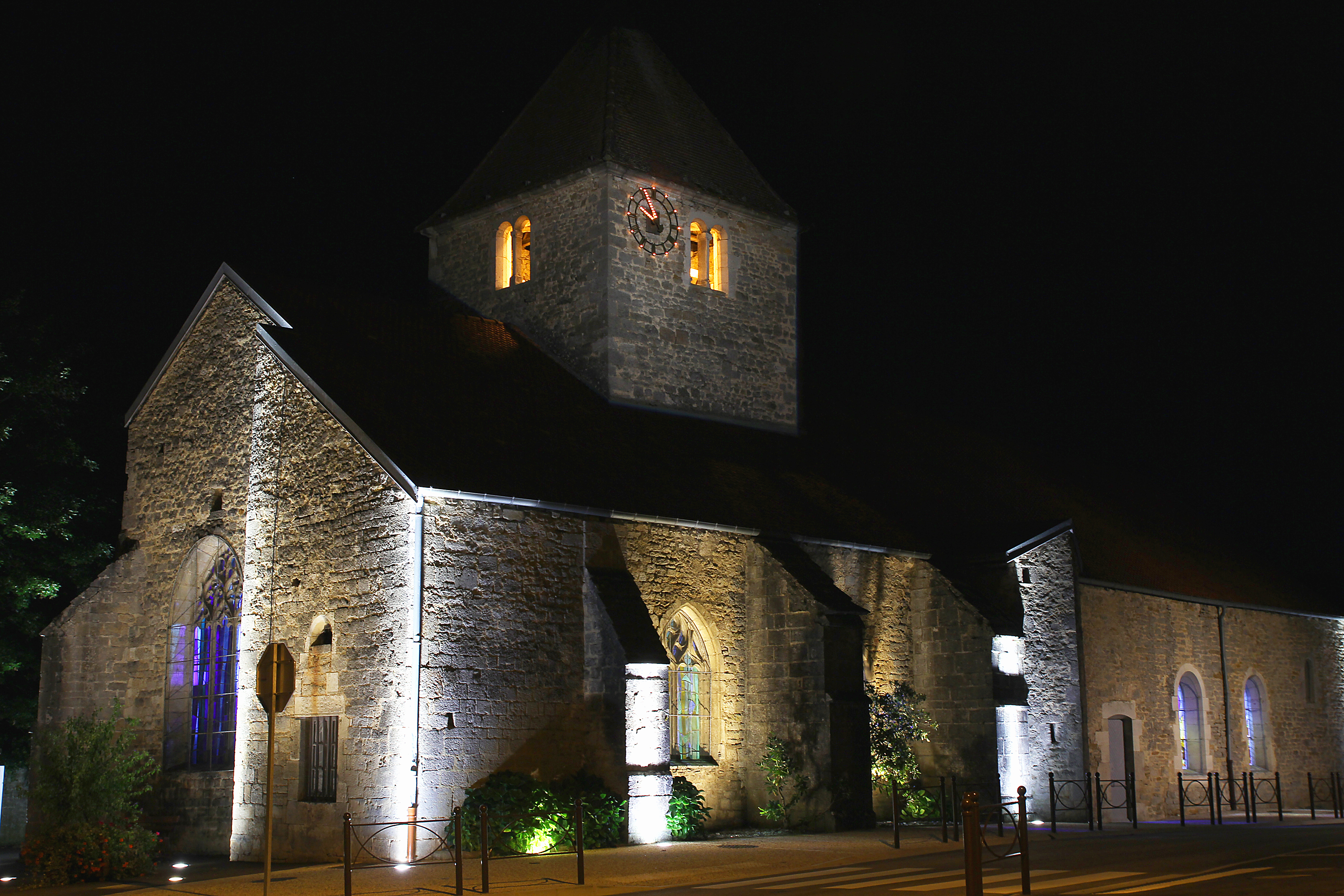
Kirche Saint-Germain